# Штерлај
Штерлај (њем. Sterley) општина је у њемачкој савезној држави Шлезвиг-Холштајн. Једно је од 131 општинског средишта округа Херцогтум Лауенбург. Према процјени из 2010. у општини је живјело 957 становника. Посједује регионалну шифру (AGS) 1053123.

## Географски и демографски подаци
Штерлај се налази у савезној држави Шлезвиг-Холштајн у округу Херцогтум Лауенбург. Општина се налази на надморској висини од 46 метара. Површина општине износи 21,4 km². У самом мјесту је, према процјени из 2010. године, живјело 957 становника. Просјечна густина становништва износи 45 становника/km².